# Fetvadd
Fetvadd är bomullsvadd som inte genomgått avfettning. Fetvadd används bland annat i trädgårdsskötsel för värmeisolering, och att ha i öronen när man duschar för att förhindra att få vatten i öronen vid öroninflammation och liknande.
Den läggs i behån vid mjölkstockning eller för att förhindra att mjölkstockning uppstår.
I vissa fall syns rester av fröskal i form av små svarta prickar i fetvadden.